# Savannah Guthrie
Savannah Clark Guthrie (Melbourne, 27 dicembre 1971) è una giornalista australiana naturalizzata statunitense.

## Biografia
Savannah Clark Guthrie, dal nome della bisnonna, è nata a Melbourne, in Australia, dove suo padre si trovava per lavoro. La  famiglia tornò negli Stati Uniti e si trasferì a Tucson, in Arizona, due anni dopo. Si è diplomata alla Amphitheatre High School di Tucson e ha conseguito una laurea in giornalismo presso l'Università dell'Arizona, laureandosi con lode nel 1993.
Il suo primo lavoro nel mondo televisivo è stato presso la filiale della ABC KMIZ, a Columbia, Missouri, dove è rimasta per due anni prima di tornare a Tucson a lavorare con l'affiliata della NBC KVOA nel 1995. Dopo cinque anni in Arizona, ha accettato un lavoro alla WRC-TV, Washington, DC, dove ha seguito eventi importanti tra cui l'attacco dell'11 settembre 2001 al Pentagono e gli attacchi all'antrace sempre del 2001.
Dopo aver lavorato per diversi anni come giornalista televisiva, Guthrie è ritornata all'università, laureandosi con lode nel 2002 in giurisprudenza presso il Georgetown University Law Center. Ha ricevuto il premio Student Advocacy dell'Accademia Internazionale di Trial Lawyers per il suo lavoro con le vittime di violenza domestica.
Ha lavorato per lo studio legale Akin Gump Strauss Hauer & Feld, dove si è specializzata nella difesa penale dei colletti bianchi. Nel 2004 è diventata corrispondente dal processo nazionale per CourtTV. Ha seguito procedimenti legali di alto profilo, comprese le udienze di conferma del Comitato giudiziario del Senato del candidato alla Corte Suprema degli Stati Uniti Samuel Alito, il processo per rapimento e omicidio di Carlie Brucia, il caso Martha Stewart e il processo Michael Jackson.
Poi di nuovo in televisione. Entra a far parte di NBC nel 2007, dal 2008 al 2011 è corrispondente della Casa Bianca.

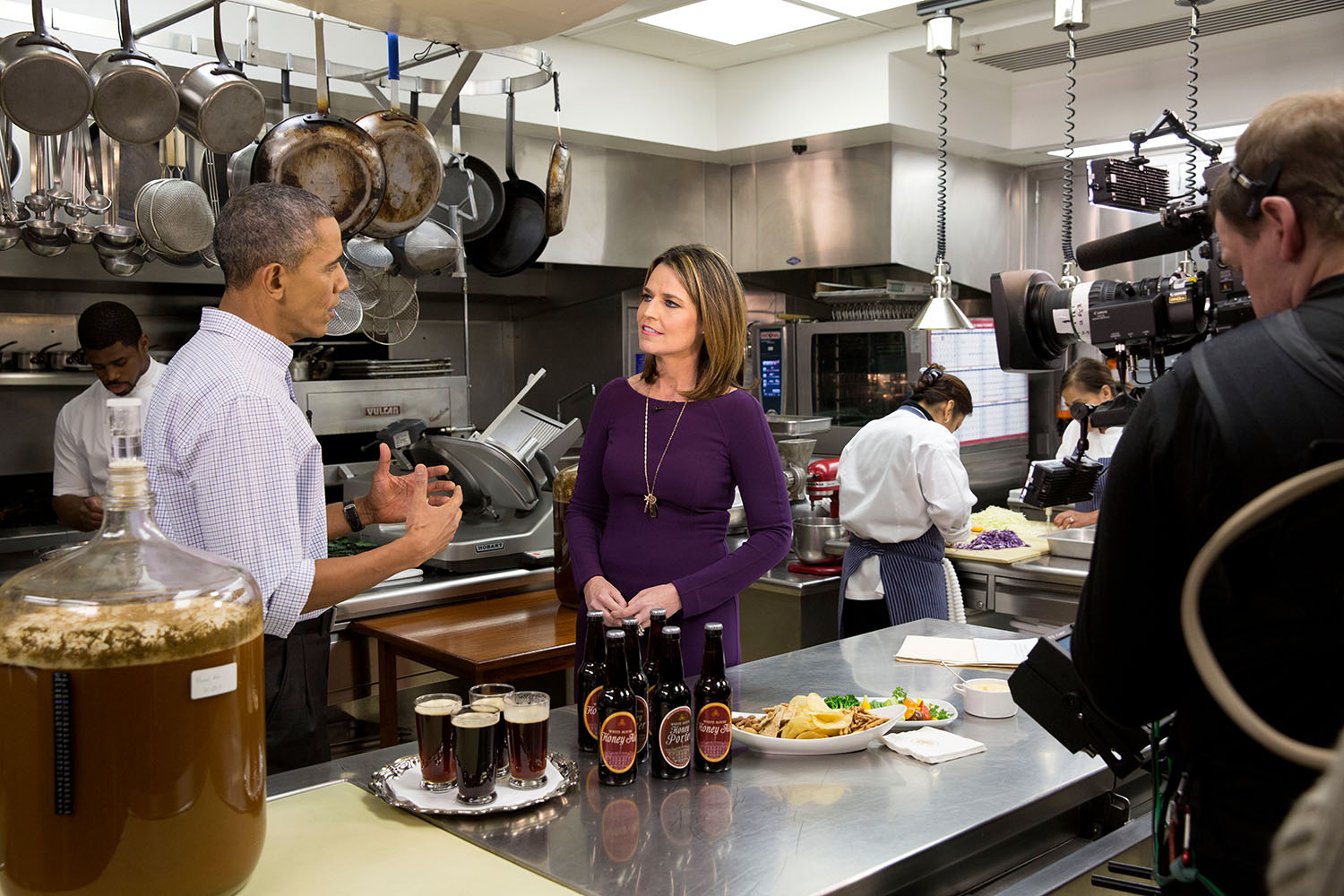
Savannah Guthrie e Barack Obama nel 2015

È conduttrice del The Today Show su NBC.
Nel 2018 è entrata nella lista Time 100.

## Altre attività
Fa un cameo nei panni di se stessa nel finale di serie del 2013 della sitcom della NBC 30 Rock e nel film del 2015 Sharknado 3.
Nel 2018, ha giocato al fianco del connazionale Jack Sock in una partita-esibizione di tennis contro lo svizzero Roger Federer e l'americano Bill Gates . Savannah e Jack hanno subito una sconfitta, il punteggio finale è stato di 3–6.
Guthrie è autrice di due libri per bambini: Princesses wear Pants e Princesses Save the World.

## Vita privata
Nel 2005 ha sposato il giornalista Mark Orchard della BBC News da cui ha divorziato nel 2009.
Alla fine del 2009, ha iniziato una relazione con il consulente per la comunicazione e la politica democratica Michael Feldman, ex consigliere politico del Partito democratico e capo dello staff di Al Gore durante la campagna elettorale nel 2000. 
Si sono sposati il 15 marzo 2014 a Tucson. Due giorni dopo, Guthrie ha annunciato di essere incinta di quattro mesi. Il 13 agosto 2014 Guthrie ha dato alla luce una figlia, Vale Guthrie Feldman. L'8 dicembre 2016 è nato il secondo figlio, Charles Max Feldman.